# Дымов, Олег Григорьевич
Олег Григорьевич Дымов (4 декабря 1946, Краснокутский район, Павлодарская область — 3 апреля 2016, Астана) — казахстанский государственный и общественный деятель. Заслуженный деятель Республики Казахстан (2010).

## Биография
Родился 4 декабря 1946 года в селе Краснокутское Краснокутского района Павлодарской области.
Национальность — болгарин.
В 1967 году окончил Московское высшее пограничное училище по специальности «Политология».
С 1968 по 1970 годы — Секретарь комсомольской организации совхоза, инструктор, заместитель заведующего, заведующий отделом Иртышского райкома партии.
С 1970 по 1990 годы — Инструктор, заведующий орготделом Иртышского райкома Компартии Казахстана. В 1976 году с отличием окончил Высшую партийную школу при ЦК КПСС по специальности «политолог». В 1988 году окончил Казахский государственный национальный университет им. аль-Фараби по специальности «Юриспруденция».
С 1990 по 1991 годы — Помощник депутата СССР.
С 1991 по 1994 годы — Заведующий отделом Иртышского райсовета Павлодарской области.
С 1995 по 23 апреля 2015 года — Заместитель заведующего, заведующий, консультант, главный инспектор секретариата Ассамблеи народа Казахстана.
С 23 апреля 2015 года по апрель 2016 года — Заместитель Председателя Ассамблеи народа Казахстана.
Прочие должности
1. Член комитета по законодательству и судебно-правовой реформе
2. Член совета Ассамблеи народа Казахстана
3. Председатель Болгарского культурного центра

Скончался 3 апреля 2016 года после тяжелой продолжительной болезни на 70-м году жизни в Астане. Похоронен на Городском кладбище Астаны.

### Семья
Отец — Дымов Георгий Константинович, покойный, более 40 лет работал директором элеватора.
Мать — Дымова Дарья Григорьевна, покойная.
Женат. Супруга — Дымова Валентина Гавриловна, пенсионерка.
Дети: дочь — Ольга (1969 г.р.), сын — Константин (1975 г.р.), внук Станислав (1989 г.р.)

## Выборные должности, депутатство
С 1994 по 1995 годы — Депутат Верховного Совета Казахстана XIII созыва
С 1995 по 1999 годы — Депутат Мажилиса Парламента Республики Казахстан I созыва
С 2008 по 2011 годы — Депутат Мажилиса Парламента Республики Казахстан ІV созыва.

## Награды и звания
- 1998 — Медаль «Астана»
- 2001 — Медаль «10 лет независимости Республики Казахстан»
- 2004 — Указом Президента РК награждён медалью «Ерен Еңбегі үшін» («За трудовое отличие»).[7]
- 2005 — Медаль «10 лет Конституции Республики Казахстан»
- 2006 — Медаль «10 лет Парламенту Республики Казахстан»
- 2008 — Медаль «10 лет Астане»
- 2010 — Указом Президента Республики Казахстан награждён почетным званием «Қазақстанның еңбек сіңірген қайраткері»[8][9]
- 2011 — Медаль «20 лет независимости Республики Казахстан»
- 2015 — Медаль «20 лет Ассамблеи народа Казахстана»
- 2015 — Орден «Святые Кирилл и Мефодий» I степени (Болгария)[10][11]
- Почетный знак МИД Болгарии «Золотая лавровая ветвь» (2008).
- Академик Международной академии информатизации (2005).
- Награждён Почетной грамотой председателя Ассамблеи народа Казахстана и золотой медалью «Бірлік».
- Награждён личным благодарственным письмом Президента Республики Казахстан дважды и нагрудным знаком «Алтын барыс».

## Научные, литературные труды
Олег Григорьевич Дымов Автор книг: «Ассамблея народов Казахстана» (1996), «Депортированные народы Казахстана» (1998), «Тепло казахстанской земли» (1999), «Струны сердца моего» (2002), «Ассамблея народов Казахстана» (2003), «Мы, народ Казахстана» (2004), «Земля, ставшая Родиной» (2010) и др.